# Гарабаттаг
Гарабаттаг (азерб. Qarabatdaq adası) — остров в Каспийском море, у средне-восточного побережья Азербайджана. Один из островов Апшеронского архипелага. Расположен между Апшеронским полуостровом и островом Чилов. Прежнее название острова — Бакланий Камень. Остров необитаемый. 

## География
Рельеф острова равнинный. Высота 29 метров над уровнем моря.
Глубина моря в районе острова большая, но остров окружён банками глубиной 5—7 м.